# Dědický titul
Dědický titul neboli právní důvod dědění je objektivním právem stanovený předpoklad dědění, který spolu se skutečnostmi týkajícími se konkrétního případu umožňuje přechod práv a závazků ze zůstavitele na jeho dědice.
Podle současné české právní úpravy jsou dědickými tituly
- zákon – při dědění ze zákona,
- závěť – při dědění ze závěti,
- dědická smlouva – která byla dědickým titulem až do roku 1950 a tento institut znovu od roku 2014 používá nový občanský zákoník.

Dědické tituly se nevylučují, a proto je možné, aby část pozůstalosti konkrétního zůstavitele připadla dědicům ze závěti a zbývající část dědictví dědicům ze zákona nebo aby konkrétní dědic dědil současně jako dědic ze závěti i dědic ze zákona (tzv. kumulace dědických titulů).